# Freddie Viggers
Frederick Richard Viggers, detto Freddie (Londra, 1951), è un generale britannico.

## Biografia
Educato alla Wellington School, nel Somerset, Freddie Viggers frequentò poi la Royal Military Academy Sandhurst, uscendone come sottotenente nel Royal Regiment of Artillery dal 14 aprile 1972. Promosso tenente il 14 ottobre 1973, e capitano il 14 aprile 1978, Nel 1983 frequentò lo Staff College, Camberley e vennepromosso maggiore il 30 settembre 1983, assumendo il comando di una batteria d'artiglieria nel 3rd Regiment Royal Horse Artillery (3RHA). Nel dicembre del 1985 venne nominato Capo dello Staff della 1st Infantry Brigade, impegnata per conto della NATO per rinforzare la Danimarca e l'area tedesca dello Schleswig-Holstein. Come risultato della brillante missione portata a compimento, venne nominato membro dell'Ordine dell'Impero britannico nel 1988, in occasione dei New Year Honours. Promosso tenente colonnello il 30 giugno 1988, venne inizialmente posto a dirigere lo staff a Camberley prima di prendere il comando della 3RHA nel 1989. Il reggimento venne trasferito dalla Germania a Colchester Garrison all'inizio del 1990, aderendo alla 19th Infantry Brigade.
Viggers venne promosso colonnello il 30 giugno 1992, e posto al servizio del Ministero della difesa inglese nello Staff Centrale e nella Polizia di Difesa, trasferendosi nel 1993 al Segretariato per la Difesa delle Coste. Promosso brigadiere generale dal 30 dicembre 1994, divenne comandante della 3 (UK) Division in quello stesso anno, frequentando quindi l'Higher Command and Staff Course prima di trovarsi dispiegato in Bosnia con la sua divisione come parte dell IFOR della NATO. Venne quindi posto a ricoprire l'incarico di Director of Manning (per l'esercitoy) nel 1997, e nominato colonnello onorario del 100th (Yeomanry) Regiment Royal Artillery (volontari) il 31 dicembre 1997, mantenendo tale incarico sino al 17 febbraio 2001.
Il 24 marzo 1999 Viggers tornò in Bosnia come comandante della Multi-National Division (South-West) nello SFOR e gli venne garantita la promozione a maggiore generale, dal 1º settembre 1999. Per il suo servizio in Bosnia ricevette una Queen's Commendation for Valuable Service il 3 novembre 2000. Il 9 febbraio 2000 divenne Capo dello Staff del comando di terra e rimase in tale posizione sino al maggio del 2003. L'11 maggio 2000 ricevette un'ulteriore nomina onoraria a colonnello comandante dell'Adjutant General's Corps. Nel maggio del 2003 venne nominato Comandante generale delle Multi-National Force in Iraq, con base a Baghdad dopo l'occupazione delle forze statunitensi e inglesi dell'area irachena; per il suo servizio in questa guerra venne nominato Compagno dell'Ordine di San Michele e San Giorgio il 23 aprile 2004. Successivamente venne posto come Segretario Militare e Capo del Personale Esecutivo dell'Esercito dal 20 ottobre 2003.

### Aiutante Generale
Il 4 aprile 2005 Viggers divenne Aiutante Generale e venne promosso tenente generale. Divenne quindi colonnello comandante del Royal Regiment of Artillery dal 1º luglio 2005, e colonnello comandante dell'Adjutant General's Corps dal 3 novembre 2003, mantenendo tale incarico sino al 28 luglio 2008. Venne nominato cavaliere commendatore dell'Ordine del Bagno in occasione dei New Years Honours del 2007. Venne nominato Vice Luogotenente dell'Hampshire nel giugno del 2008.
Il periodo di Viggers come Aiutante Generale coincise con uno dei periodi più burrascosi per l'esercito inglese, contraddistinto dalla pressione dei media sulla paga e sulle condizioni delle forze armate britanniche. Egli decise di farsi carico personalmente delle condizioni di alcune caserme, smuovendo però il governo ad occuparsi delle questioni militari di maggiore impatto per la gestione. Il 7 maggio 2007 The Mail on Sunday pubblicò un articolo secondo il quale la sua casa era stata ristrutturata con le spese dei contribuenti, e venne nuovamente nominato in un articolo del 26 maggio sul ruolo della servitù per gli ufficiali d'alto rango. Ad ogni modo, Viggers si rivolse alla Press Complaints Commission e The Mail on Sunday venne successivamente costretto a pubblicare una rettificazione dell'articolo. Fu lui inoltre a scusarsi pubblicamente per il comportamento tenuto dai soldati alleati nei confronti delle famiglie dei nove iracheni torturati a Baha Mousa.
Viggers si ritirò dal servizio attivo il 29 ottobre 2008.

### Black Rod
Nel dicembre del 2008 venne annunciato che Viggers era stato prescelto per ricoprire l'incarico di Gentleman Usher of the Black Rod, rimpiazzando sir Michael Willcocks che si ritirò poi il 30 aprile 2009. Il 18 maggio 2010 era sul punto di prendere parte alle celebrazioni per l'apertura annuale del parlamento inglese dopo le elezioni, ma venne colpito da un infarto multiplo e non fu in grado di prendere parte alla cerimonia. Al suo posto si presentò all'occasione il suo vice, lo Yeoman Usher, Ted Lloyd-Jukes. Diede le dimissioni dal suo ruolo di Black Rod per motivi di salute il 28 ottobre 2010.